# São Vicente Ferrer (Maranhão)
São Vicente Ferrer è un comune del Brasile nello Stato del Maranhão, parte della mesoregione del Norte Maranhense e della microregione della Baixada Maranhense.